# Polhemsplatsen
Polhemsplatsen är en trafikplats i stadsdelen Stampen i centrala Göteborg. Polhemsplatsen ligger mellan Stampgatan i söder, Odinsgatan i öster, Burggrevegatan i norr och Åkareplatsen i väster. Vid Polhemsplatsen återfinns Göteborgs-Postens centralredaktion samt hotellet Scandic Crown.
Polhemsplatsen fick sitt namn 1883 efter uppfinnaren och den tekniske föregångsmannen Christoffer Polhem (1661–1751).  År 1915 angavs Polhemsplatsen ha en yta på 1 142 kvadratmeter, varav cirka 800 utgjorde körbanor och cirka 350 gångbanor.

## Framtid
Det finns planer på en viadukt, Bangårdsviadukten,  som skall förbinda Polhemsplatsen med Hisingsbron.